# Oligosacharidy mateřského mléka
Oligosacharidy mateřského mléka představují po laktóze a tucích třetí největší pevnou složku mateřského mléka. Jedná se o bioaktivní složku s ochrannými účinky, která má významný vliv na rozvoj imunity dítěte. Oligosacharidy mateřského mléka vytváří více než 200 různě složitých struktur. Nejhojnějším oligosacharidem je 2’–fukosyllaktóza, zkráceně 2’FL.

## Historie
Výzkum mateřského mléka na začátku 20. století ukázal, že syrovátková složka mateřského mléka obsahuje faktor podporující růst Lactobacillus bifidus (později překlasifikován na Bifidobacterium bifidus). Chemická povaha „bifidusového faktoru“ u mateřského mléka ale známa nebyla. K průlomu ve výzkumu došlo v roce 1954, kdy chemik Richard Kuhn a pediatr Paul György prokázali, že tento „faktor” se skládá z oligosacharidů.

## Složení

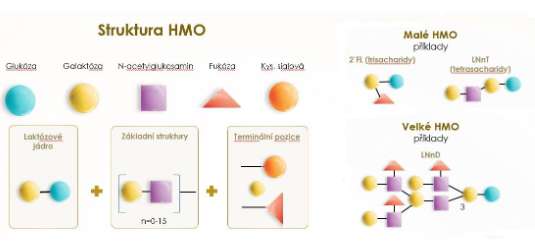
Struktura HMO

Oligosacharidy mateřského mléka jsou složeny z pěti základních monomerů: kyseliny sialové, N-acetylglukosamin, L-fukózy, D-glukózy a D-galaktózy. Jejich tvorba se odehrává v mléčné žláze, kde se několik monosacharidů připojí k molekule laktózy působením glykosyltransferáz. Složení těchto oligosacharidů je podmíněno geneticky a je závislé na sekretorickém a Lewisově krevním systému matky. Význam mají i environmentální vlivy (délka kojení, stáří matky, prostředí).

## Výskyt

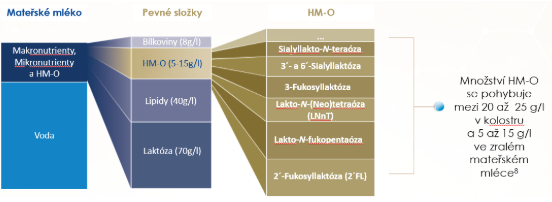
Výskyt HMO

Obsah oligosacharidů se v mateřském mléce v průběhu laktace mění, nejvyšší koncentrace je v kolostru - 20–25 g/l, potom jejich množství klesá a pohybuje se v rozmezí 5–20 g/l. Každá žena má unikátní složení oligosacharidů mateřského mléka. Nejvíce se vyskytujícím oligosacharidem HMO je 2´-fukosyllaktóza (2´FL). V mléce jiných savců se oligosacharidy vyskytují v minimálním množství.

## Význam oligosacharidů mateřského mléka
Oligosacharidy mateřského mléka jsou velmi odolné proti natrávení v gastrointestinálním traktu – a to jak proti nízkému pH v žaludku dítěte, tak proti pankreatickým enzymům nebo enzymům kartáčového lemu, takže se do střeva dostávají nezměněné, jsou v něm metabolizovány bakteriemi a vyloučí se stolicí. Asi 1 % se dostane do krve, přítomnost těchto látek byla zjištěna i v moči kojených dětí.
Oligosacharidy poskytují ochranu střevním prospěšným baktériím, mají antiadhezivní a antimikrobiální účinky, podílejí se na rozvoji imunitního systému a mají vliv i na rozvoj mozku.

### Prebiotický efekt
Oligosacharidy mateřského mléka jsou schopny selektivně stimulovat bifidobakterie a tím napomáhat jejich růstu a zvyšovat jejich množství.

### Antiadhezivní a antimikrobiální účinek
HMO, díky svým strukturám, zabraňují uchycení patogenů na epiteliální buňky, a tím chrání hostitele proti kolonizaci patogenními mikroorganizmy a v rozvoji onemocnění.

### Vliv na vývoj mozku
Kyselina sialová je důležitá pro vývoj mozku při syntéze gangliosidů a glykoproteinů.

### Vliv na vývoj imunity
Byl prokázán vliv na produkci cytokinů, oligosacharidy mohou ovlivnit zrání lymfocyt a modulovat specifické imunitní odpovědi postnatálního alergenu potlačením Th2 reakcí u atopických dětí.

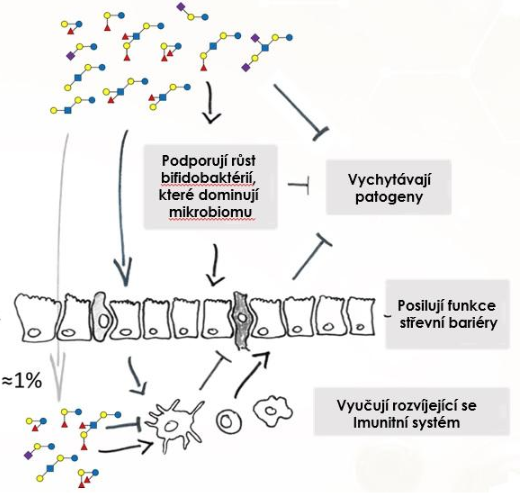
Účinky HMO

## Využití
Na základě znalostí o účincích HMO na dětský organismus začaly být náhradní kojenecké výživy obohacovány o prebiotické oligosacharidy (například GOS, galaktooligosacharidy) nebo jejich směsi (scGOS/lcFOS /9:1/ - směs galaktooligosacharidů a fruktooligosacharidů) s cílem tyto účinky napodobit. Tyto prebiotické oligosacharidy se v mateřském mléce nevyskytují, GOS pochází z kravského mléka a FOS z rostlin. Také se výrazně liší svým složením, vlivem na střevní mikroflóru a účinky na imunitu.
Obrovský vědecký pokrok již umožňuje vyrábět struktury oligosacharidů mateřského mléka, které jsou identické se strukturami HMO. Jako první se přidávají 2´FL (2´fukosyllaktóza) – nejvíce zastoupený HMO v mateřském mléce a LNnT (Lakto-N-neo-Tetraóza). U těchto kojeneckých výživ je prokázáno, že přispívají k imunologickým biomarkerům podobným jako u kojených dětí a vede k menší nemocnosti a menšímu užívání léků.